# Liste der Naturdenkmale in Sulzbach-Laufen
| Naturdenkmale | Anzahl |
| ------------- | ------ |
| FND           | 7      |
| END           | 8      |
| Gesamt        | 15     |

Die Liste der Naturdenkmale in Sulzbach-Laufen nennt die verordneten Naturdenkmale (ND) der im baden-württembergischen Landkreis Schwäbisch Hall liegenden Gemeinde Sulzbach-Laufen. In Sulzbach-Laufen gibt es insgesamt 15 als Naturdenkmal geschützte Objekte, davon 7 flächenhafte Naturdenkmale (FND) und 8 Einzelgebilde-Naturdenkmale (END).
Stand: 1. November 2016.

## Flächenhafte Naturdenkmale (FND)
| Name                                                | Bild | Kennung     | Einzelheiten    | Position | Fläche Hektar | Datum         |
| --------------------------------------------------- | ---- | ----------- | --------------- | -------- | ------------- | ------------- |
| Alter Steinbruch bei Weiler                         | BW   | 81270790018 | Sulzbach-Laufen | ⊙        | 0,1           | 18. Jan. 1990 |
| Löschwasserteich u. Feuchtgebiet westl.v.Schönbronn | BW   | 81270790019 | Sulzbach-Laufen | ⊙        | 1,2           | 18. Jan. 1990 |
| Kocheraltwasser nördlich Altschmiedelfeld           | BW   | 81270790011 | Sulzbach-Laufen | ⊙        | 0,7           | 24. Okt. 1983 |
| Kocheraltwasser östlich Altschmiedefeld             | BW   | 81270790010 | Sulzbach-Laufen | ⊙        | 0,5           | 24. Okt. 1983 |
| Waldteil Langtrieb am Heiligenbach                  | BW   | 81270790007 | Sulzbach-Laufen | ⊙        | 0,5           | 24. Okt. 1983 |
| Wasserfall des Eisbach                              |      | 81270790014 | Sulzbach-Laufen | ⊙        | 0,1           | 16. Sep. 1985 |
| Weiher im Kohlwald (Hofsee)                         | BW   | 81270790008 | Sulzbach-Laufen | ⊙        | 0,3           | 24. Okt. 1983 |
| Legende für Naturdenkmal                            |      |             |                 |          |               |               |

## Einzelgebilde (END)
| Name                                              | Bild | Kennung     | Einzelheiten                                                | Position | Fläche Hektar | Datum         |
| ------------------------------------------------- | ---- | ----------- | ----------------------------------------------------------- | -------- | ------------- | ------------- |
| Maßholder in Krasberg                             | BW   | 81270790012 | Sulzbach-Laufen Nicht mehr in der LUBW-Datenbank vorhanden. | ⊙        | 0,0           | 16. Sep. 1985 |
| 1 Eiche am Schloßberg                             | BW   | 81270790016 | Sulzbach-Laufen                                             | ⊙        | 0,0           | 18. Jan. 1990 |
| 1 Eiche im Ort                                    | BW   | 81270790001 | Sulzbach-Laufen                                             | ⊙        | 0,0           | 27. Feb. 1969 |
| 1 Eichenzwiesel oberhalb Sulzbach                 | BW   | 81270790009 | Sulzbach-Laufen                                             | ⊙        | 0,0           | 24. Okt. 1983 |
| 1 Linde in der Schloßruine von Schloß Schmiedelf. | BW   | 81270790015 | Sulzbach-Laufen                                             | ⊙        | 0,0           | 18. Jan. 1990 |
| 1 Linde in Wengen                                 | BW   | 81270790003 | Sulzbach-Laufen                                             | ⊙        | 0,0           | 24. Okt. 1983 |
| 2 Eichen nahe der Eisenschmiede                   | BW   | 81270790005 | Sulzbach-Laufen                                             | ⊙        | 0,0           | 24. Okt. 1983 |
| 4 Linden, 2 Stieleichen                           | BW   | 81270790002 | Sulzbach-Laufen                                             | ⊙        | 0,0           | 24. Mai 1938  |
| Legende für Naturdenkmal                          |      |             |                                                             |          |               |               |